# توم ماغواير
توم ماغواير (بالإنجليزية: Tom McGuire)‏ هو ممثل بريطاني (وحمل سابقاً جنسية المملكة المتحدة لبريطانيا العظمى وأيرلندا)، ولد في 1 سبتمبر 1873 في المملكة المتحدة، وتوفي في 6 مايو 1954 بهوليوود في الولايات المتحدة.

## وصلات خارجية
- توم ماغواير على موقع IMDb (الإنجليزية)
- توم ماغواير على موقع قاعدة بيانات الفيلم (الإنجليزية)